# Podčetrtek
Podčetrtek (in tedesco Windisch Landsberg) è un comune di 3 348 abitanti della Slovenia orientale. Il paese è situato lungo la valle del Sotla, e il suo nome significa "di giovedì", giorno in cui vi si teneva la fiera-mercato e vi si amministrava la giustizia. Citato nel 1213, diventò più tardi un importante centro commerciale. 
Nelle sue vicinanze si trova il centro termale  Terme Olimia (Atomske Toplice originariamente), fondate da Franc Renier.
Degni di nota, nei dintorni, il Castello (ora in abbandono) ed il Monastero dei Frati Minoriti, con un interessante orto botanico: l'edificio conserva una delle più antiche farmacie d'Europa.